# Португалия на летних Олимпийских играх 1988
Португалия принимала участие в Летних Олимпийских играх 1988 года в Сеуле (Республика Корея) в семнадцатый раз за свою историю, и завоевала одну золотую медаль. Это была всего лишь вторая золотая медаль за всю олимпийскую историю Португалии, первая золотая медаль была получена в Летних Олимпийских играх 1984 года.

## Золото
Лёгкая атлетика, женщины, марафон — Роза Мота.